# Podogaster guissellea
Podogaster guissellea är en stekelart som beskrevs av Ian D. Gauld och Bradshaw 1997. Podogaster guissellea ingår i släktet Podogaster och familjen brokparasitsteklar. Inga underarter finns listade i Catalogue of Life.